# St.-Andreas-Kirche (Geversdorf)

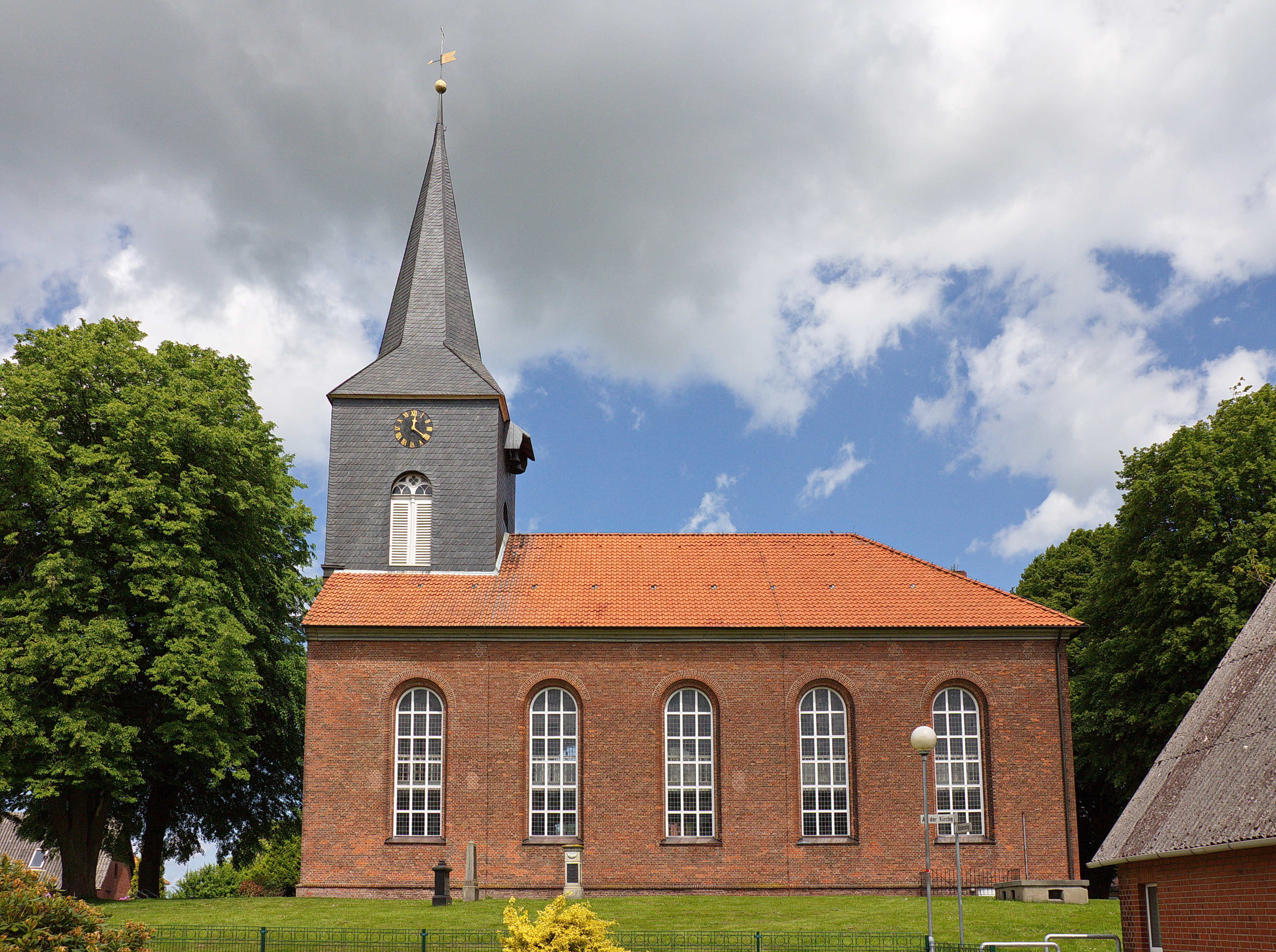
St.-Andreas-Kirche Geversdorf (Südansicht)

Die evangelisch-lutherische, denkmalgeschützte St.-Andreas-Kirche steht in Geversdorf, einem Ortsteil von Cadenberge im Landkreis Cuxhaven von Niedersachsen. Die Kirchengemeinde gehört zum Kirchenkreis Cuxhaven-Hadeln im Sprengel Stade der Evangelisch-lutherischen Landeskirche Hannovers.

## Beschreibung
Eine Kirche in Geversdorf wurde 1233 erstmals genannt. Die heutige rechteckige Saalkirche aus Backsteinen wurde 1842/43 von Landbaumeister E. A. Giesewell errichtet. Aus dem Satteldach, das im Osten abgewalmt ist, erhebt sich seit 1906 im Westen ein schiefergedeckter quadratischer Dachturm, in dessen Glockenstube eine Kirchenglocke von 1420 hängt. Der Turm ist mit einem spitzen Helm bedeckt, der vom Quadrat ins Achteck übergeht. Die Längswände haben große Bogenfenster, in der Ostwand befindet sich das Portal. Der Innenraum hat umlaufende Emporen und ist mit einer von Vouten gerahmten Flachdecke überspannt. Zur Kirchenausstattung gehören ein zweigeschossiger Kanzelaltar, der mit Pilastern gegliedert ist, und ein Taufbecken von 1505. Die Orgel mit 22 Registern, verteilt auf zwei Manuale und ein Pedal, wurde 1843 von Philipp Furtwängler gebaut, 1975 von Alfred Führer restauriert und 2006 von Bartelt Immer umgebaut.